# Budapest Sportcsarnok
 (avril 2025).
Le Budapest Sportcsarnok était une salle omnisports située à Budapest en Hongrie. 

## Histoire

### Incendie de 1999
À l'aube, le 15 décembre 1999, un incendie a détruit le Budapest Sportcsarnok. Le site a été rouvert en 2003 avec l'inauguration d'une nouvelle salle, Papp László Budapest Sportaréna.

## Événements
- Championnat du monde de handball féminin 1982
- Championnats d'Europe d'athlétisme en salle 1983, 5 et 6 mars 1983
- Championnats d'Europe de patinage artistique 1984, 11 au 15 janvier 1984
- Finale de la Coupe d'Europe des clubs champions de basket-ball, 3 avril 1986
- Championnats d'Europe d'athlétisme en salle 1988, 5 au 6 mars 1988
- Championnats du monde de patinage artistique 1988, 22 au 27 mars 1988
- Championnats du monde d'athlétisme en salle 1989, 	3 au 5 mars 1989
- Championnats du monde juniors de patinage artistique 1991, 27 novembre au 2 décembre 1990
- Championnats du monde juniors de patinage artistique 1995, 21 au 27 novembre 1994